# 上海市民族和宗教事务局
上海市民族和宗教事务局，原称上海市民族和宗教事务委员会，2018年12月改为现名。它是主管上海市民族与宗教事务的上海市人民政府组成部门。上海市民族和宗教事务局内设10个处室、下属1个事业单位，机关办公地点为上海市世博村路300号7号楼。

## 主要职能
- 贯彻执行有关民族、宗教工作的法律、法规、规章和方针、政策；结合本市实际，研究起草民族、宗教工作的地方性法规、规章草案和政策，并组织实施有关法规、规章和政策。
- 依法保障少数民族各项权利，协调民族关系；参与制定有关民族教育、文化、卫生、体育等事业的发展规划；负责开展民族团结进步创建活动；参与来沪少数民族的管理工作。
- 配合做好少数民族干部的培养、选拔和使用工作；联系少数民族代表人士，指导民族群众团体工作
- 参与本市与少数民族地区的对口支援及经济技术协作；配合有关部门做好民族特需商品的生产和供应；指导、协调、督促、检查清真食品工作。
- 依法保护公民宗教信仰自由，保护宗教团体和宗教活动场所的合法权利，保护宗教教职人员履行正常的教务活动，保护信教群众正常的宗教活动；依法管理外国人在沪宗教活动。
- 帮助宗教团体在宪法、法律的范围内，坚持独立自主自办原则，按照各教特点，做好自传、自治、自养工作，走独立自主、自办教会道路。
- 推动民族、宗教界人士进行爱国主义、社会主义及拥护祖国统一和民族团结的自我教育，巩固和发展社会主义的民族关系，团结和动员广大民族、宗教界的群众自觉维护社会安定团结。
- 研究分析国内外民族、宗教情况及宗教理论；指导宗教团体开展对外和对港、澳、台地区的友好交往活动。
- 配合有关部门抵制境外敌对势力的渗透活动，揭露和打击利用民族、宗教进行破坏和犯罪活动；参与综合治理封建迷信活动；防止和制止不法分子利用宗教进行非法、违法活动。
- 帮助宗教团体培养、教育宗教教职人员；指导宗教院校加强自身建设；受国家宗教事务局委托，承担中国基督教三自爱国运动委员会、中国基督教协会、中华基督教青年会全国协会、中华基督教女青年会全国协会的部分事务；承担上海市基督教青年会、上海市基督教女青年会的业务主管单位职责。
- 组织、指导有关民族、宗教的政策和法制宣传教育工作；负责审核涉及有关民族、宗教问题内容的影视作品、书报刊等出版物和广告。
- 指导各区（县）民族、宗教事务工作；指导区（县）处理民族、宗教方面的突发事件和影响社会稳定问题。
- 负责有关行政复议受理和行政诉讼应诉工作。
- 承办市委、市政府交办的其他事项。[2]

## 机构设置

### 内设职能机构
| - 办公室（研究室、行政审批受理处） - 人事处 - 民族一处（伊斯兰教工作处） - 民族二处 - 天主教工作处 | - 基督教工作处 - 佛教道教工作处 - 法规宣传处（宗教院校教育督查处） - 民族宗教外事工作处（港澳台工作联络处） - 区县工作指导处 |

### 下属事业单位
- 上海市宗教事业服务中心